# Balderic de Friuli
Balderic sau Baldric a fost duce franc de Friuli (dux Foroiuliensis) de la anul 819 la 828.
Balderic a fost legat papal în 815, atunci când a pătruns în Zealanda cu o armată de saxoni și slavi (obodriți) pentru a-l restaura la putere pe regele Harald Klak al Danemarcei.
El a devenit duce de Friuli înlocuindu-l pe Cadolah (potrivit cronicii Gesta Hludowici Imperatoris a lui Thegan din Trier). Din această poziție, Balderic a continuat războiul început de predecesorul său împotriva ducelui croat din Pannonia, Ljudevit Posavski (Liudovitus). El a înregistrat un succes în urma respingerii lui Ljudevit de pe teritoriul imperial. Împreună cu contele Gerold, a purtat un război în 826 și împotriva avarilor, din ordinul lui Bertric, majordom al palatului imperial.
Împreună cu George, presbiter din Veneția, el a adus o orgă hidraulică la Aachen în 826. 
În 828, Balderic a fost înlăturat din Friuli, din cauză că a eșuat în organizarea unei defensive eficiente împotriva bulgarilor care au invadat teritoriul imperial în 827.
Practic, Balderic a fost ultimul duce de Friuli, ducatul fiind divizat în patru provincii . În cele din urmă, acestea vor fi unite într-o marchio (marcă), însă Ducatul de Friuli nu va mai fi restaurat niciodată.